# Hippodrome de Las Piedras
L’hippodrome de Las Piedras est la seconde piste de courses hippiques en Uruguay, il a été inauguré le 5 novembre 1937 dans la ville de Las Piedras dans le département de Canelones, aux portes de la capitale du pays, Montevideo.

## Histoire

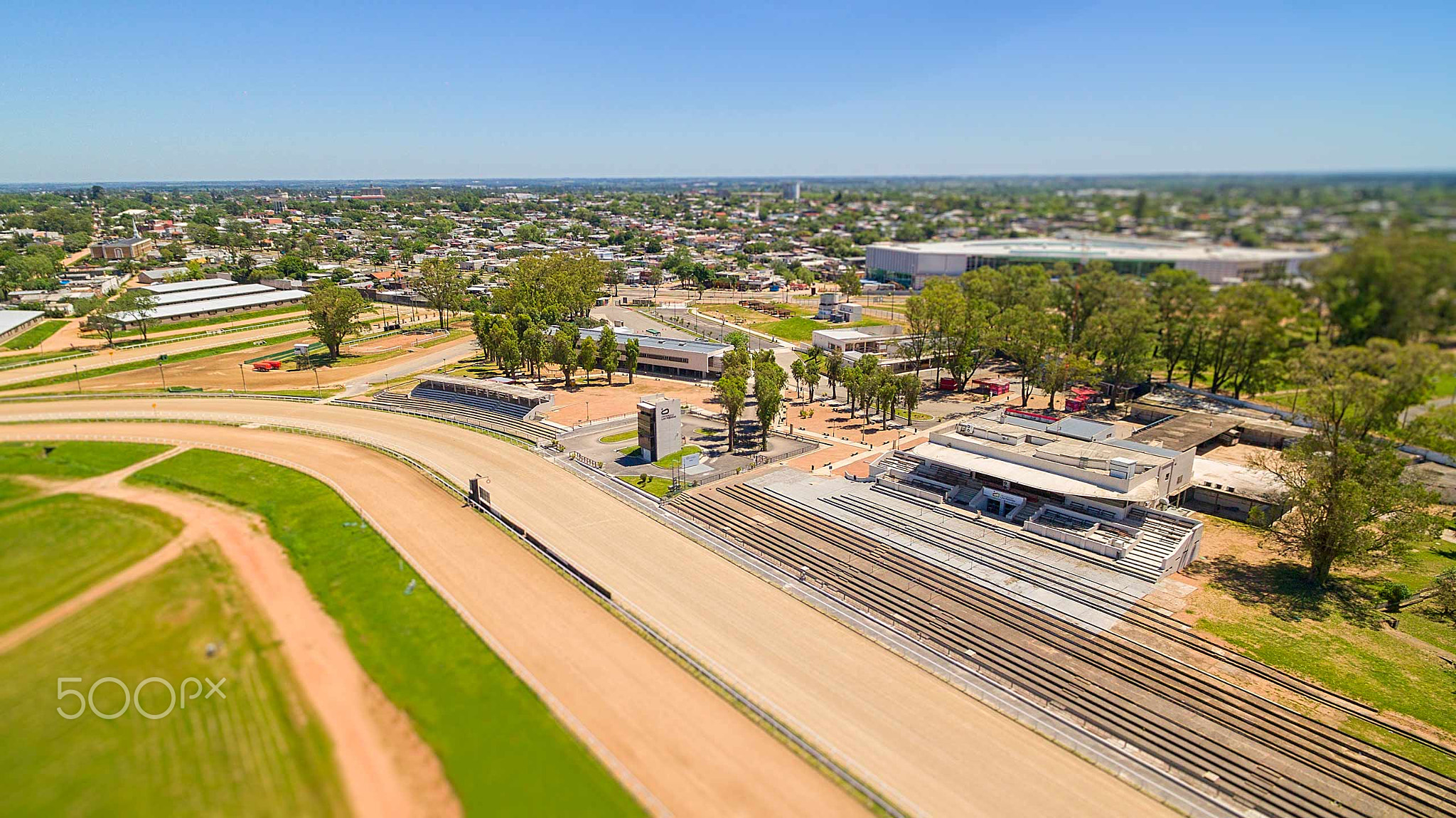
Vue latérale sur la piste de l'hippodrome de Las Piedras.

Il fut inauguré en novembre 1937 avec des installations importantes et une double piste en sable  et acquit rapidement une grande notoriété en devenant le deuxième hippodrome de l'Uruguay autant pour la fréquence des manifestations et courses hippiques que pour le nombre de visiteurs.
Fermé en 1967 pour des problèmes financiers, il fut rouvert au public en 1975. En 1996, il a été déclaré Monument Historique National. Le bicentenaire de la bataille de Las Piedras est fêté le 18 mai 2011, en l'honneur de la victoire du Général Artigas, dans le site même de l'hippodrome de Las Piedras. 
Depuis octobre 2012, il est administré avec l'hippodrome de Maroñas de Montevideo, par HRU. Une partie du terrain de l'hippodrome longe le Département de Montevideo, où l'arroyo de Las Piedras sert de limite départementale.

## Piste
Il s'agit d'un circuit ovale, recouvert de sable, d'une longueur totale de 1 500 mètres. Il comprend une piste principale et une piste secondaire.

## Jours de course
Les compétitions ont lieu une fois par semaine,  généralement chaque samedi.

## Principale course
Chaque année, le 18 mai, a lieu la course dénommée El Gran premio Batalla de Las Piedras, qui se fait sur 2 000 mètres,  sur le sable, pour commémorer la célèbre bataille de Las Piedras.

## Installations
L’Hippodrome de Las Piedras s'étend sur  une superficie de 16 hectares, dispose de deux pistes, de deux larges tribunes attenant à un vaste hall d'accueil et de billetteries. Depuis les tribunes, les touristes peuvent  accéder à  un restaurant dont les murs ont été décorés par l'artiste Gonzalo Fonseca. L'hippodrome dispose en outre d'un parc avec des équipements pour les entraînements et d'une polyclinique. À partir du 5 octobre 2013,  un musée et espace culturel en l'hommage du chanteur de tango Julio Sosa sont situés à 350 mètres de l'hippodrome.